# Aleuropteryx simillima
Aleuropteryx simillima är en insektsart som beskrevs av Meinander 1972. Aleuropteryx simillima ingår i släktet Aleuropteryx och familjen vaxsländor. Inga underarter finns listade i Catalogue of Life.